# Гадсден (Алабама)
Гадсден (англ. Gadsden) — місто (англ. city) в США, в окрузі Етова штату Алабама. Населення — 33 945 осіб (2020).

## Історія
Засноване в 1867 році. Статус міста з 1871 року.

## Географія
Гадсден розташований за координатами 34°0′34″ пн. ш. 86°0′56″ зх. д. / 34.00944° пн. ш. 86.01556° зх. д. (34.009563, -86.015643).  За даними Бюро перепису населення США в 2010 році місто мало площу 99,18 км², з яких 96,25 км² — суходіл та 2,93 км² — водойми.

### Клімат
| Клімат : Гадсден      | Клімат : Гадсден | Клімат : Гадсден | Клімат : Гадсден | Клімат : Гадсден | Клімат : Гадсден | Клімат : Гадсден | Клімат : Гадсден | Клімат : Гадсден | Клімат : Гадсден | Клімат : Гадсден | Клімат : Гадсден | Клімат : Гадсден | Клімат : Гадсден |
| Показник              | Січ.             | Лют.             | Бер.             | Квіт.            | Трав.            | Черв.            | Лип.             | Серп.            | Вер.             | Жовт.            | Лист.            | Груд.            | Рік              |
| Середній максимум, °C | 11,0             | 13,6             | 18,8             | 23,4             | 27,4             | 30,9             | 32,6             | 32,4             | 29,2             | 23,9             | 18,1             | 12,7             | 22,8             |
| Середній мінімум, °C  | −0,7             | 1,2              | 5,2              | 9,3              | 14,5             | 19,2             | 21,4             | 20,9             | 17,3             | 10,7             | 5,0              | 0,9              | 10,4             |
| Норма опадів, мм      | 126              | 127              | 130              | 120              | 122              | 112              | 126              | 94               | 99               | 93               | 127              | 110              | 1386             |
| Днів з опадами        | 9,3              | 9,3              | 9,0              | 8,9              | 8,9              | 9,2              | 9,8              | 7,8              | 6,7              | 7,1              | 8,6              | 9,6              | 104,2            |
| --------------------- | ---------------- | ---------------- | ---------------- | ---------------- | ---------------- | ---------------- | ---------------- | ---------------- | ---------------- | ---------------- | ---------------- | ---------------- | ---------------- |
| Джерело: NOAA         |                  |                  |                  |                  |                  |                  |                  |                  |                  |                  |                  |                  |                  |

## Демографія
Згідно з переписом 2010 року, у місті мешкало 36 856 осіб у 15 171 домогосподарстві у складі 9183 родин. Густота населення становила 372 особи/км².  Було 17672 помешкання (178/км²).
Расовий склад населення:
| - 57,3 % — білих - 36,3 % — чорних або афроамериканців - 0,6 % — азіатів - 0,4 % — вихідців з тихоокеанських островів - 0,4 % — корінних американців - 3,2 % — осіб інших рас |

До двох чи більше рас належало 1,9 %. Частка іспаномовних становила 5,4 % від усіх жителів.
За віковим діапазоном населення розподілялося таким чином: 22,5 % — особи молодші 18 років, 60,7 % — особи у віці 18—64 років, 16,8 % — особи у віці 65 років та старші. Медіана віку мешканця становила 39,3 року. На 100 осіб жіночої статі у місті припадало 90,3 чоловіків;  на 100 жінок у віці від 18 років та старших — 85,1 чоловіків також старших 18 років.
Середній дохід на одне домашнє господарство  становив 43 032 долари США (медіана — 29 136), а середній дохід на одну сім'ю — 52 557 доларів (медіана — 37 606). Медіана доходів становила 33 492 долари для чоловіків та 27 310 доларів для жінок. За межею бідності перебувало 29,4 % осіб, у тому числі 51,0 % дітей у віці до 18 років та 13,9 % осіб у віці 65 років та старших.
Цивільне працевлаштоване населення становило 13 497 осіб. Основні галузі зайнятості: освіта, охорона здоров'я та соціальна допомога — 24,5 %, виробництво — 19,9 %, мистецтво, розваги та відпочинок — 13,4 %, роздрібна торгівля — 9,3 %.

## Економіка
Шинна, швейна, електротехнічна промисловість. Чорна металургія. Видобуток вугілля, залізної руди, марганцю і вапняку.

## Пам'ятки
Серед визначних місць — водоспади Ноккалула-Фолс.

## Відомі особистості
У місті народився:
- Джеймс Гуд (1942—2013) — американський борець з расовою сегрегацією афроамериканців.